# 朵朵花林
朵朵花林（1998年11月5日—），本名朱若萱，江蘇南京人，是一名現居杭州的BilibiliUp主，拍攝內容主要是透過復刻中國古代服飾及妝容，探討其背後的歷史、涵義與故事。

## 生平
朵朵花林畢業於南京旅遊職業學院，並在就讀大學期間兼職模特兒，後來對時尚感興趣，之後便以「時尚」為題，成為全職Up主。一開始拍攝的主要題材圍繞復刻或仿妝西方「文藝電影」風格的內容，近年由於其對於文化根基的興趣，加上朋友邀請，開始發掘、拍攝中國傳統文化服裝、妝容的內容和影片。此外，她於2021年夏天遷往杭州市居住。同年，她名列「B站百大Up主」。

## 作品
朵朵花林於2021年11月上載復刻1986年出品的電視劇《西遊記》中角色服裝的影片。後登上杭州當地「熱搜」，因此亦獲得扬子晚报及钱江晚报訪問。
2022年春節，朵朵花林獲中国中央电视台农业农村节目中心《年画画年·虎年画虎》節目編導邀請，為節目复刻不同年代年画里的女性服饰并进行展示。
除此之外，其「1920-2020 百年变迁，我眼中的中国女性真实之美。」及「『从头看她』1920-2020，中国女性发型的百年变迁」等影片於BiliBili上亦獲得超過百萬、甚至千萬觀看，东方网記者讚揚其為「考究地演绎百年变迁和古代妆发，力图还原和再次演绎」。

## 影視作品
| 年份   | 製作               | 名称                      | 角色/職位 | 備註  |
| 2021年 | Bilibili           | B站中秋晚会《花好月圆会》 | 朵朵花林  | [ 8 ] |
| 2022年 | 中國中央電視台     | 年画画年·虎年画虎         | 服飾指導  | [ 3 ] |
| 2022年 | Bilibili、安徽卫视 | 嗶哩嗶哩向前衝            | 朵朵花林  | [ 9 ] |

## 外部連結
- 朵朵花林的新浪微博
- 朵朵花林的哔哩哔哩个人空间